# Paradoxurini
Paradoxurini – plemię niewielkich, nocnych ssaków drapieżnych z podrodziny łaskunów (Paradoxurinae) w obrębie rodziny wiwerowatych (Viverridae).

## Rozmieszczenie geograficzne
Podrodzina obejmuje gatunki występujące w południowej i południowo-wschodniej Azji.

## Systematyka
Do podrodziny należą następujące występujące współcześnie rodzaje:
- Arctogalidia C.H. Merriam, 1897 – łaskunek – jedynym przedstawicielem jest Arctogalidia trivirgata (J.E. Gray, 1832 – łaskunek trójpręgi
- Arctictis Temminck, 1824 – binturong – jedynym przedstawicielem jest Arctictis binturong (Raffles, 1821) – binturong orientalny
- Paguma J.E. Gray, 1831 – paguma – jedynym przedstawicielem jest Paguma larvata (C.H. Smith, 1827) – paguma chińska
- Paradoxurus F. Cuvier, 1821 – łaskun

Opisano również rodzaje wymarłe:
- Lufengictis Qi Guoqin, 2004[19] – jedynym przedstawicielem był Lufengictis peii Qi Guoqin, 2004
- Mioparadoxurus Morales & Pickford, 2011[20] – jedynym przedstawicielem był Mioparadoxurus meini Morales & Pickford, 2011
- Siamictis Grohé, Bonis, Chaimanee, Chavasseau, Rugbumrung, Yamee, Suraprasit, Gibert, Surault, Blondel & Jaeger, 2020[21] – jedynym przedstawicielem był Siamictis carbonensis Grohé, Bonis, Chaimanee, Chavasseau, Rugbumrung, Yamee, Suraprasit, Gibert, Surault, Blondel & Jaeger, 2020